# Pediobius oviventris
Pediobius oviventris  (лат.) — вид паразитических наездников рода Pediobius из семейства Eulophidae (Chalcidoidea) отряда перепончатокрылые насекомые. Европа (Чехословакия). Переднеспинка с шейкой, отграниченной килем (поперечным гребнем). Щит среднеспинки с развитыми изогнутыми парапсидальными бороздками. Ассоциированы с бабочками Lithocolletis (Gracillariidae, паразиты гусениц) и растениями Salix (Salicaceae).